# Zion (Illinois)
Zion je grad u američkoj saveznoj državi Ilinois. Prema popisu stanovništva iz 2010. u njemu je živjelo 24.413 stanovnika.